# Бърни Екълстоун
Бърнард Чарлз Екълстоун (на английски: Bernard Charles Ecclestone), познат като Бърни Екълстоун, е британски пилот от Формула 1, собственик на тима „Брабам“ от Формула 1, бизнесмен, президент на FOM (Formula One Management) и FOA (Formula 1 Administration).

## Биография
Роден е на 29 октомври 1930 г. в малко селце близо до Ипсуич, Източна Англия, в семейството на капитан на морски кораб. На 16-годишна възраст напуска училище и заради най-голямата си страст – мотоциклетите започва работа в местна бензиностанция. Веднага след края на Втората световна война, Екълстоун създава с Фред Комптън фирма за доставка на резервни части за мотоциклети – „Compton & Ecclestone motorcycle dealership“. За първи път сяда зад волана на състезателен болид от „500cc Formula 3 Series“ през 1951 г., но претърпява състезателен инцидент на пистата Брандс Хетч.

## Формула 1
През 1957 г. се завръща като мениджър на пилота от Формула 1 – Стюърт Луис-Еванс и на тима „Конаут“. Два пъти се опитва като пилот във Формула 1 с тима на „Конаут“ – Голямата награда на Монако и Голямата награда на Великобритания, но не успява да достигне време в квалификациите, което да го нареди на стартовата решетка и го отказва напълно от пилотската кариера. Продължава да е мениджър на Стюарт Луис-Еванс, който в състезанието за Голямата награда на Мароко получава тежки изгаряния след като двигателят му избухва и умира 6 дни по-късно. Екълстоун е силно потресен и решава да напусне Формула 1.
Завръща се в мениджърството като представител на австрийския пилот Йохен Ринт през 60-те години.
През 1970 г., на квалификациите за Голямата награда на Италия, Ринт също загива, когато е водач в класирането. Въпреки смъртта му, той е недостижим на върха и става Световен шампион във Формула 1 (посмъртно).
През 1972 г., Екълстоун закупува екипа на Брабам от Рон Таурнак, предлагайки му оферта от 100 000 британски паунда. Таурнак приема, като остава да работи в „Брабам“ до 1972 г., когато напуска след серия от разногласия с Екълстоун. За сезона 1973 Екълстоун наема Гордън Мъри за шеф-дизайнер в тима. Младият Южноафриканец създава болида „Брабам BT42“, първият от поредицата болиди с двигател на Форд, които печелят победи през 1974 и 1975 г.
В началото на 1978 г., заедно с Франк Уилямс, Колин Чапман, Теди Майер, Кен Тирел и Макс Моузли, създава ФОКА – „Асоциацията на Конструкторите от Формула 1“ (Formula One Constructors Association), която и до днес държи правата за телевизионните предавания на Формула 1.
Въпреки успешните болиди на Мъри с двигател Форд, през 1976 г. Екълстоун подписва договор с Алфа Ромео за доставка на 12 цилиндрови двигатели. „Брабам BT45“ с Алфа двигател печели две победи през 1976-1977 г., когато Екълстоун подписва договор с австрийския пилот Ники Лауда, тогава двукратен Световен шампион, да седне зад волана на радикалния болид – „Брабам BT46“. Ерата Брабам-Алфа Ромео завършва през 1979 г., когато Екълстоун се завръща при Форд и поставяйки в болидите си новият двигател на „Косуърт DFV“. В екипа е привлечен и младият бразилски пилот Нелсън Пикет.
Бърни решава да тества двигател на БМВ, през лятото на 1981 г. Доволен от четири цилиндровия агрегат „M10“ с турбо компресор, през 1982 г. създават „Брабам-БМВ BT50“.
Нелсън Пикет печели 2 световни титли с Брабам, през 1981 и през 1983 г.

## Лични данни
През 2003 г. британският вестник „Сънди Таймс“ поставя Екълстоун на трето място сред най-богатите британци, а през 2006 на 13 място.
В началото на 2004 г. Бърни продава своето имение в Лондон на индийския милиардер Лакшми Митал за 70 млн. паунда (най-скъпата къща в историята).
Женен е за хърватката Славица Екълстоун (Славица Радич) – бивш модел на Джорджо Армани и 28 години по-млада от него. Двамата имат две дъщери – Тамара Екълстоун (родена 1984) и Петра Екълстоун (родена 1988).